# قلوب لا تتوب (مسلسل)
قلوب لا تتوب هو مُسلسل دراما كويتي للكاتب محمد النشمي والمخرج مناف عبدال عُرض في عام 2016، يروي أحداث آخر ستة شهور في حياة مريضة بمرض السرطان. المسلسل من بطولة محمد المنصور وميس حمدان ومحمود بوشهري وملاك